# Dipentodon sinicus
A Dipentodon sinicus az apró Huerteales növényrend Dipentodontaceae családjába tartozó Dipentodon nemzetség egyetlen faja. Viszonylag keveset tanulmányozták, a közelmúltig leszármazási kapcsolatai is bizonytalanok voltak. Dél-Kínában, valamint a vele szomszédos Mianmar és Északkelet-India területein őshonos. Főként örökzöld erdőkben, folyók és vasutak mentén nő 900-3200 méteres magasságban.

## Jellemzése
Apró termetű, lombhullató fa. Egyszerű, pálhás, átellenes állású levelei fogazott szélűek.
A virágzat többféle formát vehet föl, általában 25-30 apró virág alkot egy rövid bogernyőt. Sárgászöld, aktinomorf virágaiban a párta és a csésze csak kis mértékben differenciálódott, 5-7 szabadon álló, vagy csak alapjuknál egyesülő szirom alkotja őket.
A virágkehely (hypanthium) igen rövid, illetve a magház felső állású. A mézfejtő diszkuszok a porzókon belül vannak. A porzók a csészelevelekkel szemben állnak. A magház három termőlevél összenövéséből alakult ki, termőlevelenként két magkezdeménnyel. A magház egyrekeszű, de alapjánál részlegesen háromrekeszű. A termés egymagvú, csonthéjas jellegű toktermés.
Kromoszómaszáma n=17.

## Története
A Dipentodon-t elsőként Stephen Troyte Dunn írta le 1911-ben a most Kew Bulletinnek nevezett folyóiratban. Dunn a következőt jegyezte fel:
A Dipentodon név, amit javasolok, a virágok legszembetűnőbb jellemzőjére utal, ami a csésze fogainak és a pártatagoknak (ha helyesen nevezem így őket) teljes hasonlósága, és egyetlen örvbe való rendeződése oly módon, mintha egyetlen tíztagú virágtakarót alkotnának.
A Dipentodon-t 1941-ben Elmer Drew Merrill helyezte saját családjába, de ez nem volt általánosan elfogadott. Ehelyett a legtöbb szerző a Dipentodon-t a rosszul definiált, heterogén Flacourtiaceae családba sorolta. A 21. században a szemétkosár-taxonnak bizonyult Flacourtiaceae-t csak néhány taxonómus ismeri el, és ők is csak a korábbi leírásoknál jóval szűkebb értelemben. A Dipentodon-nak nincs köze a Salicaceae családról opcionálisan családként leválasztható sensu stricto Flacourtiaceae nemzetségcsoporthoz. A molekuláris filogenetikai vizsgálatok a Dipentodontaceae család létének, illetve annak Huerteales rendbe sorolásának széles körű elfogadásához vezettek. Egyes szerzők kizárólag a Dipentodon nemzetséget sorolták ide, mások, egy 2006-os kutatás eredményeire hivatkozva a Perrottetia nemzetséget is ide sorolják. Az APG II-rendszer 2003-as megjelenésekor a Dipentodon rendszertani helyzete még bizonytalan volt, így a zárvatermők alatt incertae sedis-ként sorolták föl, a TAXA OF UNCERTAIN POSITION függelékben.

## Fordítás
- Ez a szócikk részben vagy egészben a Dipentodon című angol Wikipédia-szócikk ezen változatának fordításán alapul.  Az eredeti cikk szerkesztőit annak laptörténete sorolja fel. Ez a jelzés csupán a megfogalmazás eredetét és a szerzői jogokat jelzi, nem szolgál a cikkben szereplő információk forrásmegjelöléseként.
- Ez a szócikk részben vagy egészben a Dipentodon sinicus című német Wikipédia-szócikk ezen változatának fordításán alapul.  Az eredeti cikk szerkesztőit annak laptörténete sorolja fel. Ez a jelzés csupán a megfogalmazás eredetét és a szerzői jogokat jelzi, nem szolgál a cikkben szereplő információk forrásmegjelöléseként.